# Ctenochira pallipes
Ctenochira pallipes là một loài tò vò trong họ Ichneumonidae.